# Президентски избори в България (2006)
Президентските избори от 2006 година са избори за президент и вицепрезидент на България, Действащият президент Георги Първанов имаше право на още един мандат изборите бяха проведени на 22 октомври 2006 г. и 29 октомври 2006 г. Резултатът е Победа за Георги Първанов който е първият преизбран президент на България с голям дял от гласовете 75,90% на второ място се нарежда лидерът на Атака Волен Сидеров с дял от 24,10%.
Някои от десните партии са разединени, но все пак избират да подкрепят общ кандидат – Неделчо Беронов. Министър-председателят и ръководител на Българската социалистическа партия Сергей Станишев изразява силната си подкрепа за настоящия президент Георги Първанов през юли 2006 г., а Първанов официално заявява желанието си да се кандидатира за втори мандат на 25 август 2006 г. Той също така е подкрепен от другите членове на управляващата тогава тройна коалиция - НДСВ и ДПС.
На първи тур Георги Първанов получава 64% от гласовете, изпреварвайки лидера на Атака Волен Сидеров, който е втори с 21,5%. Избирателната активност на първия тур е 42,51%. Отпадналите десни сили призовават за въздържане от подкрепа за когото и да било, докато някои крайно леви формации дават подкрепата си за Сидеров.
На втори тур Георги Първанов побеждава със 75,9% срещу 24,1% за Сидеров, което означава, че Първанов е първият, който е преизбран за президент на Република България. Избирателната активност е 41,21%.

## Резултати
| Резултати от президентските избори в България на 22/29 октомври 2006 година | Резултати от президентските избори в България на 22/29 октомври 2006 година | Резултати от президентските избори в България на 22/29 октомври 2006 година | Резултати от президентските избори в България на 22/29 октомври 2006 година | Резултати от президентските избори в България на 22/29 октомври 2006 година | Резултати от президентските избори в България на 22/29 октомври 2006 година | Резултати от президентските избори в България на 22/29 октомври 2006 година |
| --- | --------------------------------------------------------------------------- | --------------------------------------------------------------------------- | --------------------------------------------------------------------------- | --------------------------------------------------------------------------- | --------------------------------------------------------------------------- | --------------------------------------------------------------------------- |
| \| Кандидат-президент \| Кандидат-вицепрезидент \| Издигнати от: \| Гласове на I тур \| Процент гласове на I тур \| Гласове на II тур \| Процент гласове на II тур \| \| ------------------------------------ \| ---------------------- \| ------------------------------ \| ---------------- \| ------------------------ \| ----------------- \| ------------------------- \| \| Неделчо Беронов \| Юлиана Николова \| Инициативен комитет \| 271 078 \| 9,753% \| \| \| \| Любен Петров \| Нели Топалова \| Инициативен комитет \| 13 854 \| 0,498% \| \| \| \| Георги Първанов \| Ангел Марин \| Инициативен комитет \| 1 780 119 \| 64,047% \| 2 050 488 \| 75,948% \| \| Григор Велев \| Йордан Мутафчиев \| Целокупна България \| 19 857 \| 0,714% \| \| \| \| Петър Берон \| Стела Банкова \| Инициативен комитет \| 21 812 \| 0,785% \| \| \| \| Волен Сидеров \| Павел Шопов \| ПП „Атака“ \| 597 175 \| 21,486% \| 649 387 \| 24,052% \| \| Георги Марков \| Мария Иванова \| Ред, законност и справедливост \| 75 478 \| 2,716% \| \| \| \| Общо: \| Общо: \| Общо: \| 2 779 373 \| 2 779 373 \| 2 699 875 \| 2 699 875 \| \| Десница и център Крайно дясно Левица \| \| \| \| \| \| \| |                                                                             |                                                                             |                                                                             |                                                                             |                                                                             |                                                                             |
| Кандидат-президент | Кандидат-вицепрезидент                                                      | Издигнати от:                                                               | Гласове на I тур                                                            | Процент гласове на I тур                                                    | Гласове на II тур                                                           | Процент гласове на II тур                                                   |
| Неделчо Беронов | Юлиана Николова                                                             | Инициативен комитет                                                         | 271 078                                                                     | 9,753%                                                                      |                                                                             |                                                                             |
| Любен Петров | Нели Топалова                                                               | Инициативен комитет                                                         | 13 854                                                                      | 0,498%                                                                      |                                                                             |                                                                             |
| Георги Първанов | Ангел Марин                                                                 | Инициативен комитет                                                         | 1 780 119                                                                   | 64,047%                                                                     | 2 050 488                                                                   | 75,948%                                                                     |
| Григор Велев | Йордан Мутафчиев                                                            | Целокупна България                                                          | 19 857                                                                      | 0,714%                                                                      |                                                                             |                                                                             |
| Петър Берон | Стела Банкова                                                               | Инициативен комитет                                                         | 21 812                                                                      | 0,785%                                                                      |                                                                             |                                                                             |
| Волен Сидеров | Павел Шопов                                                                 | ПП „Атака“                                                                  | 597 175                                                                     | 21,486%                                                                     | 649 387                                                                     | 24,052%                                                                     |
| Георги Марков | Мария Иванова                                                               | Ред, законност и справедливост                                              | 75 478                                                                      | 2,716%                                                                      |                                                                             |                                                                             |
| Общо: | Общо:                                                                       | Общо:                                                                       | 2 779 373                                                                   | 2 779 373                                                                   | 2 699 875                                                                   | 2 699 875                                                                   |
| Десница и център Крайно дясно Левица |                                                                             |                                                                             |                                                                             |                                                                             |                                                                             |                                                                             |

### По райони (%)
- Георги Първанов
- Волен Сидеров
- Неделчо Беронов

## Статистика
|                                             | Първи тур | Втори тур |
| Брой на избирателите по избирателни списъци | 6 450 920 | 6 447 147 |
| Брой на гласувалите*                        | 2 856 734 | 2 757 441 |
| Процент на гласувалите**                    | 44,28%    | 42,77%    |
| Брой на недействителните гласове            | 77 374    | 57 560    |
| Брой на действителните гласове              | 2 779 381 | 2 699 875 |

* според подписите в избирателните списъци
** спрямо избирателните списъци

## Факти
- Предизборната кампания за първия тур се провежда в периода 19 септември – 20 октомври 2006.
- За бюлетини бюджетът отделя между 266 000 и 304 000 лв. Бюлетините изготвя фирма „Демакс“, собственост на депутата от БСП Петър Кънев. [5]
- Въз основа на актуализирани данни от Министерството на вътрешните работи и Министерството на правосъдието от избирателните списъци са заличени близо 580 000 лица, след което в списъците остават около 6 384 000 гласоподаватели.[6]
- Българите по света гласуват в 144 секции в 49 държави. [7]
- За първи път в България се провеждат избори за президент с интегрална бюлетина и прозрачни урни.